# Delvāda
Delvāda är en ort i Indien.   Den ligger i distriktet Jūnāgadh och delstaten Gujarat, i den västra delen av landet, 1 100 km sydväst om huvudstaden New Delhi. Delvāda ligger 21 meter över havet och antalet invånare är 11 912.
Terrängen runt Delvāda är platt. Havet är nära Delvāda åt sydost.  Närmaste större samhälle är Una, 5,4 km norr om Delvāda. Omgivningarna runt Delvāda är en mosaik av jordbruksmark och naturlig växtlighet.